# 卡拉拉大理石

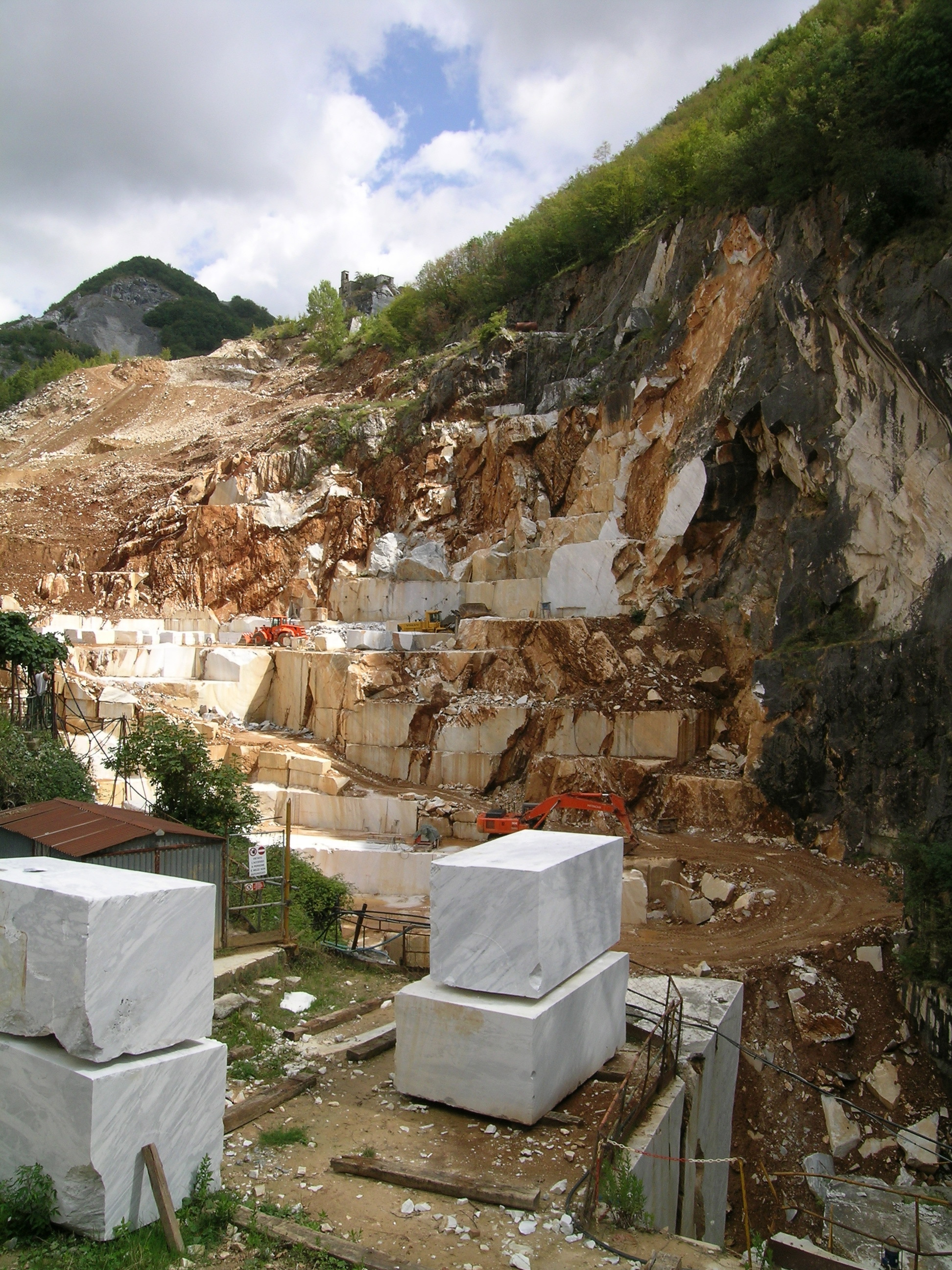
卡拉拉大理石采石场

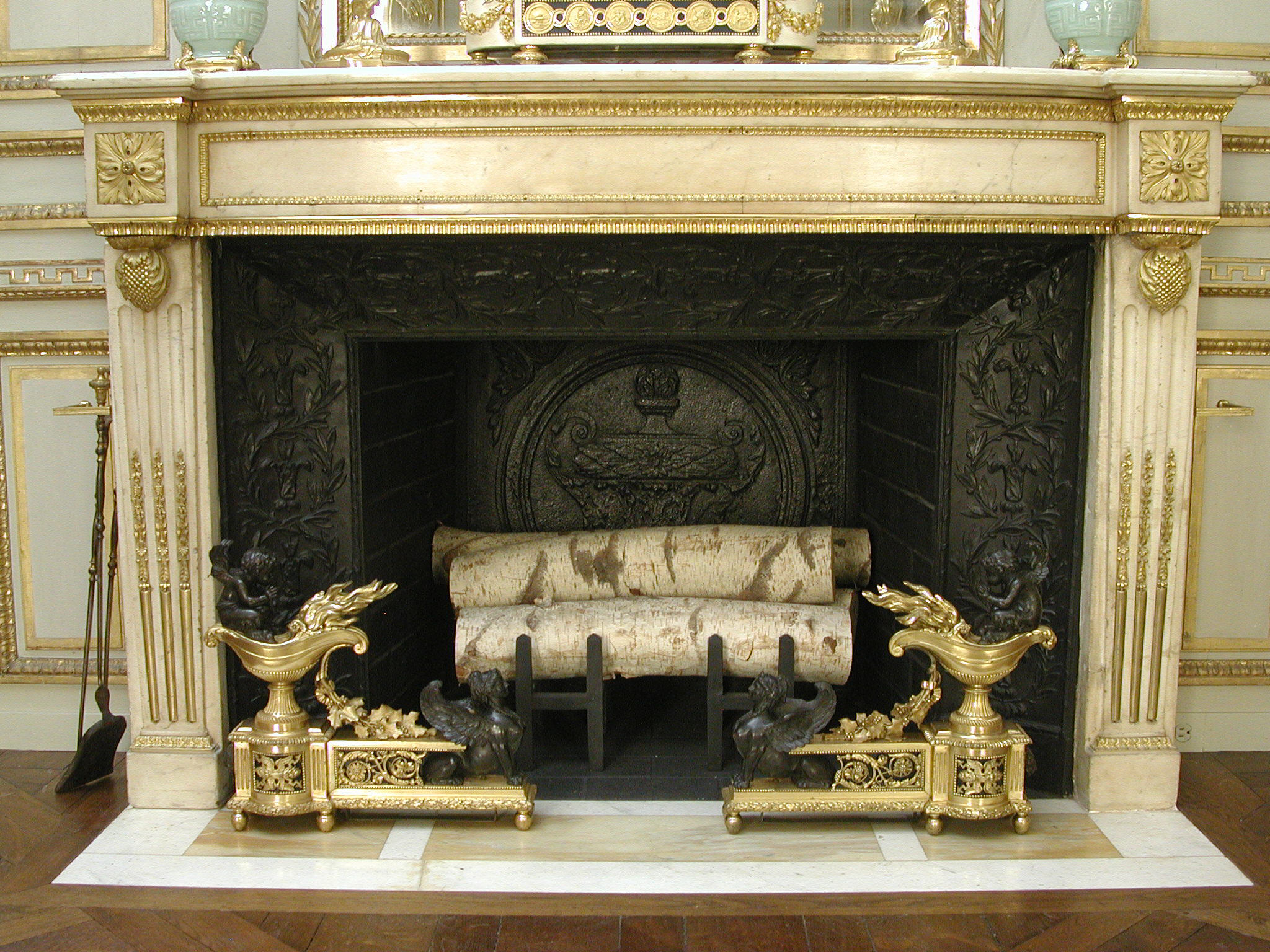
巴黎烟囱，约1775-1785年，卡拉拉大理石镀金青铜，高：111.4厘米，宽：169.5厘米，深：41.9厘米， 大都会艺术博物馆 （纽约市）

卡拉拉大理石是一种流行用于雕塑和建筑装饰的白色或蓝灰色大理石 。 它在意大利Massa省的卡拉拉市和意大利现代托斯卡纳最北端的Lunigiana的Carrara进行采石 。 

## 历史
卡拉拉大理石自古罗马 时代开始就被使用，它被称为“ 鲁尼大理石”。在17世纪和18世纪，统治马萨（Massa）和卡拉拉（Carrara）的Cybo和Malaspina家庭对大理石的采石场进行了监控。该家族于1564年创建了“大理石办公室”，以规范大理石采矿业。 尤其是马萨市，其大部分计划都经过了重新设计（新道路，广场，十字路口，人行道），达到了意大利国家首都的规格。 在Cybo-Malaspina家族灭绝后，国家由奥地利众议院统治，采矿的管理权就由他们掌握。马萨大教堂完全由卡拉拉大理石建成，而旧的马萨公爵宫殿被用来展示这种宝石。 
到19世纪末，卡拉拉已成为意大利无政府主义的摇篮，尤其是在采石场工人中。 根据1894年《纽约时报》的一篇文章，大理石采石场的工人是意大利最被忽视的工人之一。 他们中的许多人都是前犯或司法逃犯。 采石场的工作极度艰巨，以至于几乎所有有足够力气和耐力的有抱负的工人都被雇用，而不论他们的背景如何。 
采石场的工人和石匠的激进信念使他们与众不同。 无政府主义和普遍激进主义成为石雕遗产的一部分。 1885年，许多被驱逐出比利时和瑞士的暴力革命主义者去了卡拉拉，并在意大利成立了第一个无政府主义者团体。  在卡拉拉，无政府主义者伽利略·帕拉（Galileo Palla）表示：“甚至石头都是无政府主义者。”  采石场工人是1894年1月发生的Lunigiana起义的主要参与者。 

## 著名的古迹和建筑物

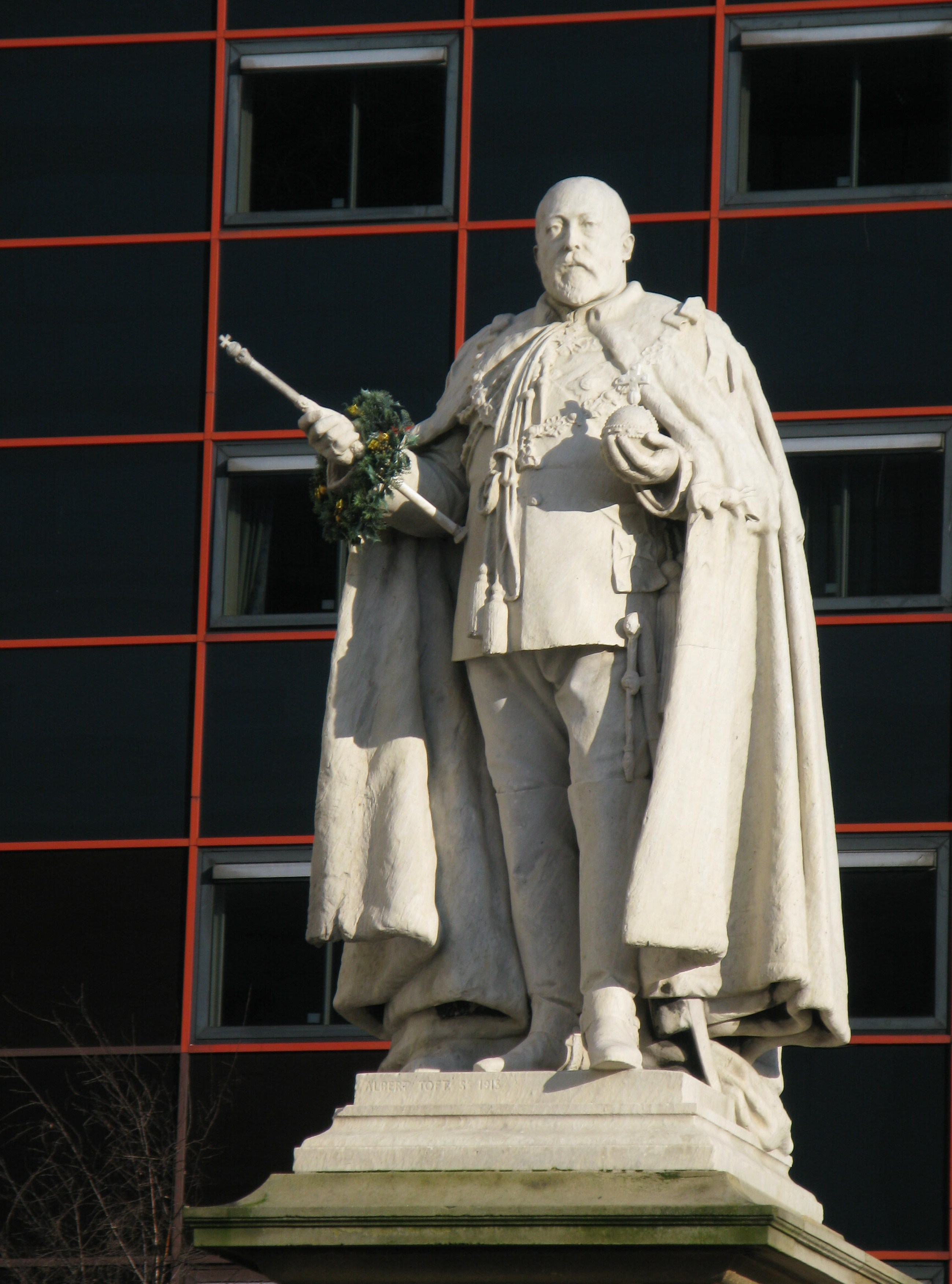
伯明翰的爱德华七世国王纪念雕像是用卡拉拉的大块大理石雕刻而成的。

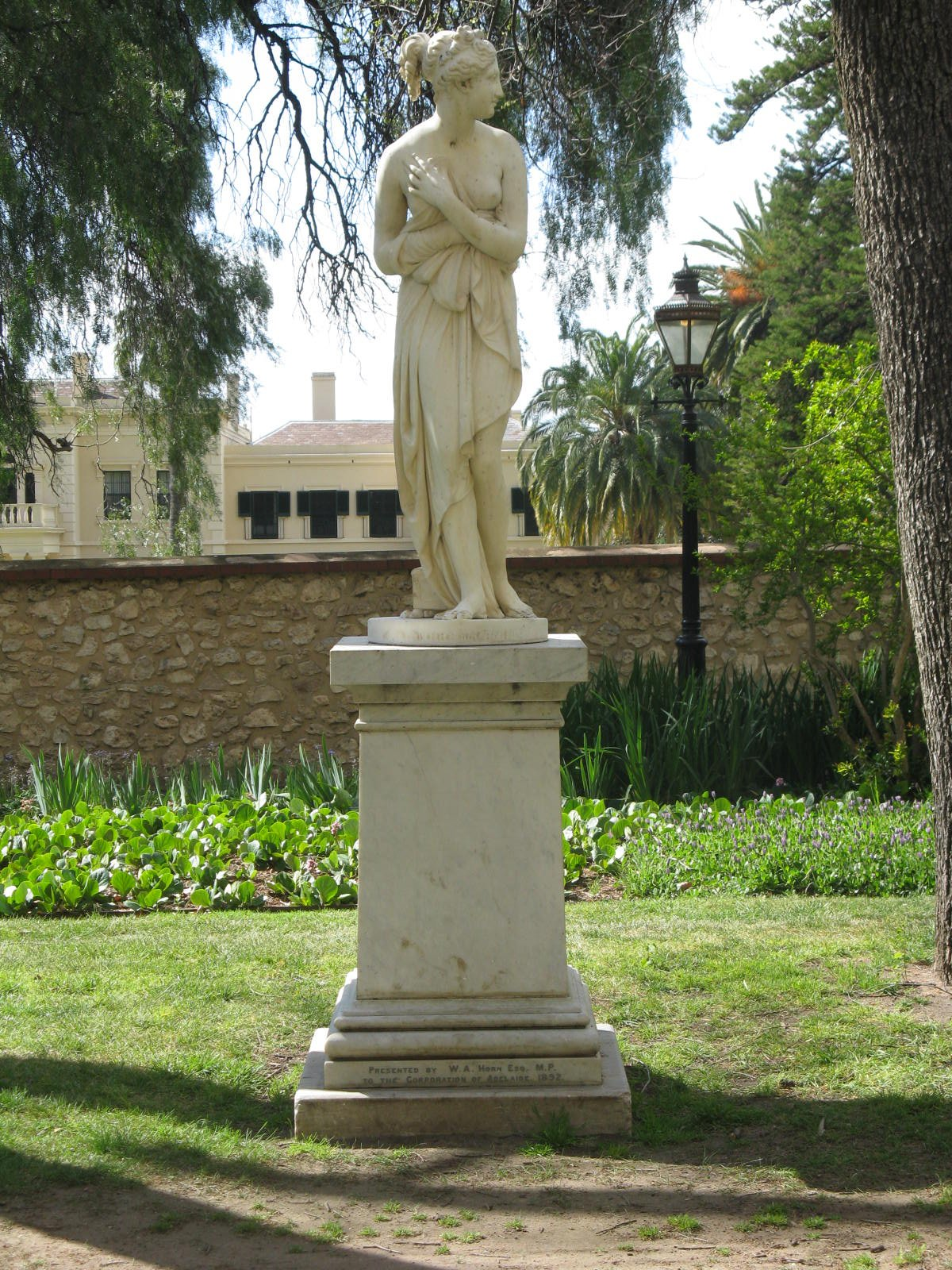
阿德莱德的第一个街头雕像是Venere di Canova的复制品，是用卡拉拉大理石雕刻而成的。

卡拉拉（Carrara）的大理石被用于古罗马一些最杰出的建筑： 
- Proserpina神庙 -后来在瓦莱塔的许多建筑物中重复使用
- 万神殿
- 图拉真柱
- 马库斯·奥勒留记功柱

它也用于文艺复兴时期的许多雕塑中，包括米开朗基罗的大卫 （1501–04）  而罗伯特·伯恩斯 （ Robert Burns）的雕像则在邓弗里斯（Dumfries）占据中心位置，是意大利工匠在卡拉拉（Carrara）雕刻的。阿米莉亚·帕顿·希尔（Amelia Paton Hill）的模型。 1882年4月6日，未来的英国首相 Archibald Primrose（罗斯伯里第5伯爵 ）揭幕了它。  其他值得注意的事件包括： 
- 伦敦 大理石拱门
- 伦敦维多利亚纪念馆 [6]
- 在部分路段的里斯卡尔该做什么阿瓜宫 ， 瓦伦西亚 ， 西班牙
- Prem Mandir ，印度北方邦Vrindavan
- 锡耶纳大教堂 ，意大利锡耶纳
- 圣赫德维希的石棺，波兰女王 ， 克拉科夫 ， 波兰
- 马尼拉大教堂 （内部）， 马尼拉 ， 菲律宾
- 第一加拿大广场 ， 多伦多，安大略省 ， 加拿大
- 扎耶德清真寺 ， 阿布扎比 ， 阿联酋
- 哈佛医学院大楼，美国马萨诸塞州波士顿
- 奥斯陆歌剧院 ，挪威奥斯陆
- 诺曼底美国公墓和纪念馆 （大卫的十字架和星星），诺曼底，法国
- 和平纪念碑 ，美国华盛顿特区
- 爱德华七世国王纪念馆 ，英国伯明翰
- 印度德里阿克沙姆（Akshardham）
- 美国伊利诺伊州芝加哥怡安中心（芝加哥）
- 密尔沃基美术馆 ，美国威斯康星州密尔沃基
- 罗巴喷泉 ，卢布尔雅那，斯洛文尼亚
- 芬兰赫尔辛基芬兰大厦
- 美国俄克拉荷马州俄克拉何马城德文郡塔
- 圆形大厅（弗吉尼亚大学） ，夏洛茨维尔，弗吉尼亚州，美国
- Palacio Legislativo（乌拉圭） ， 乌拉圭议会所在地
- 卡拉拉大理石楼梯，格拉斯哥市钱伯斯  菲律宾马尼拉远东大学行政大楼
- 耶稣基督后期圣徒教会的罗马意大利神庙
- 苏格兰格拉斯哥市钱伯斯

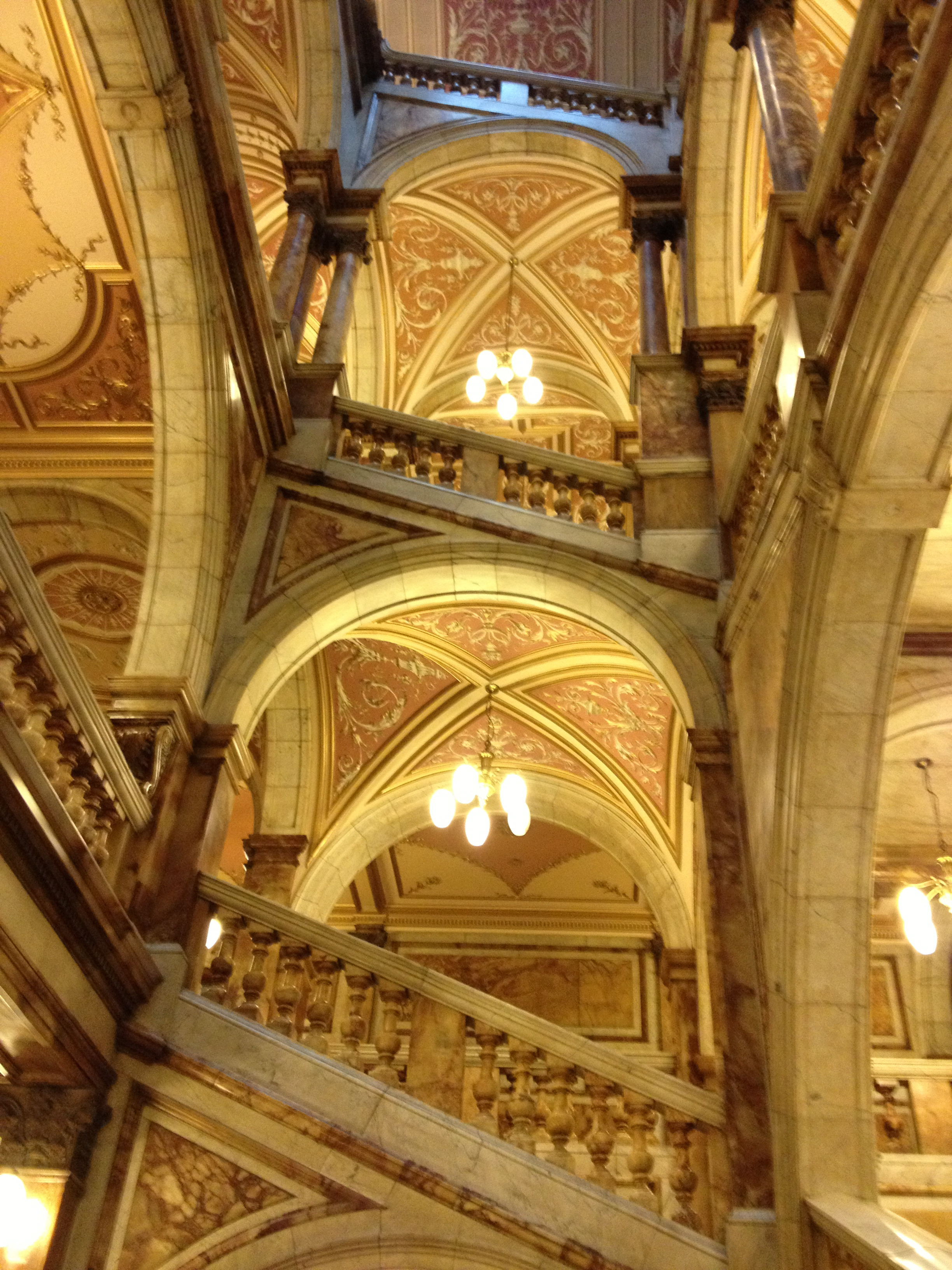
卡拉拉大理石楼梯，格拉斯哥市钱伯斯

- 格兰特将军国家纪念堂（古墓） ，纽约，美国纽约

卡拉拉大理石已被国际地质科学联盟指定为全球遗产石材资源 。 

## 采石场
卡拉拉上方的阿普安阿尔卑斯山显示至少有650个采石场的证据，其中约有一半目前被废弃或修好。  卡拉拉采石场生产的大理石比地球上其他任何地方都多。 
采石场的工作很危险，并且一直持续到今天  。 1911年9月，在Bettogli采石场坍塌的悬崖面将10名在午休时间在悬崖下休息的工人压垮了。 2014年在卡拉拉采石场拍摄的视频显示，工人的手指缺失，并且工人从事危险，嘈杂的痛苦工作，没有戴任何防护装备。 
数千年来，卡拉拉采石场的奖励产品是S tatuario ，一种纯白色大理石（其他大理石的着色是由于石灰石中存在的其他矿物通过加热或加压转化为大理石而产生的）。 然而，到20世纪末，卡拉特拉附近的Statuario已知矿床被开采出来。 这些采石场继续被清除，每年运出的百万吨低价大理石，主要用于出口。 
迄今为止，分类为C和CD的Bianco Carrara以及Bianco Venatino和Statuarietto是最常见的类型，具有更昂贵的外来变异，如Calacatta Gold，Calacatta Borghini，Arabescato Cervaiole和Arabescato Vagli遍及整个Carrara地区。 

## 在同位素标准中使用
从卡拉拉大理石中获得的80公斤方解石样品， 被用作IAEA -603 同位素在标准质谱为δ18 O的校准和δ13 C. 

## 降解
如在雅典 卫城的狄俄尼索斯剧院所看到的那样， 黑酵母 微球菌可通过形成生物膜并从葡萄糖中产生葡萄糖 酸 ， 乳酸 ， 丙酮酸和琥珀酸于卡拉拉大理石上生存。 

## 註腳
1. 1 2   (Multimedia presentation). Yale University.   [2020-01-08]. （原始内容存档于2017-09-08）.
2. 1 2 3  Goldthwaite 2011.
3. 1 2  A Stronghold of Anarchists （页面存档备份，存于）, The New York Times, 19 January 1894
4. ↑  For Michelangelo, Carrara marble was valued above all other stone, except perhaps that of his own quarry in Pietrasanta.
5. ↑  . Burnsscotland.com.   [5 May 2009]. （原始内容存档于2012-07-31）.
6. ↑  . The Royal Parks.   [2019-02-27]. （原始内容存档于2014-12-08） （英语）.
7. ↑  . IUGS Subcommission: Heritage Stones.   [24 February 2019]. （原始内容存档于2021-01-12）.
8. ↑  Smithsonian, Magical marble, that gleaming rock for the ages (January 1992 issue, pp. 98–107)
9. ↑   （页面存档备份，存于） Il Capo, directed by Yuri Ancarani, Nowness.com
10. ↑  Department of Nuclear Sciences and Applications, IAEA Environment Laboratories.  (PDF). IAEA. 16 July 2016  [28 February 2017]. （原始内容存档 (PDF)于2017-03-01）.
11. ↑  . Reference Products for Environment and Trade. International Atomic Energy Agency.   [27 February 2017]. （原始内容存档于2017-02-28）.
12. ↑  Henry Lutz Ehrlich; Dianne K Newman.  5. 2009: 180. ISBN 9780849379079.